# Hindrek Ojamaa
Hindrek Ojamaa (Tallinn, 12 giugno 1995) è un calciatore estone, difensore del Paide.

## Biografia
È il fratello minore di Henrik Ojamaa, anch'egli calciatore.

## Caratteristiche tecniche
Terzino destro naturale, è talvolta schierato come difensore centrale o esterno destro di centrocampo.

## Carriera

### Club
In patria tra il 2011 e il 2016 ha giocato per Levadia Tallinn (in due intervalli temporali, nonché nella formazione riserve), Kalju Nõmme (e nella formazione riserve) e Tammeka Tartu.
Tra il 2017 e il 2019 ha giocato nella massima serie finlandese con JJK e VPS, per complessive 52 partite in questo torneo.
Nel 2020 ebbe la sua prima esperienza nella seconda serie finlandese con la maglia del KTP con il quale raggiunse il secondo posto finale che valsero gli spareggi; fu poi tra i protagonisti dei play-off contro il TPS che valsero al suo club lo storico ritorno in massima serie, giocando titolare sia l'andata che il ritorno.
Tornato in patria nel 2021, veste la maglia del Paide con cui ha disputato due partite nei turni preliminari della UEFA Europa Conference League.

### Nazionale
Il 6 gennaio 2016 ha esordito con la nazionale estone giocando l'amichevole pareggiata 1-1 contro la Svezia, in cui entrato nei minuti finali al posto di Maksim Gussev.

## Statistiche

### Presenze e reti nei club
Statistiche aggiornate al 20 gennaio 2022.
| Stagione               | Squadra                | Campionato             | Campionato | Campionato | Coppe nazionali | Coppe nazionali | Coppe nazionali | Coppe continentali | Coppe continentali | Coppe continentali | Altre coppe | Altre coppe | Altre coppe | Totale | Totale |
| Stagione               | Squadra                | Comp                   | Pres       | Reti       | Comp            | Pres            | Reti            | Comp               | Pres               | Reti               | Comp        | Pres        | Reti        | Pres   | Reti   |
| ---------------------- | ---------------------- | ---------------------- | ---------- | ---------- | --------------- | --------------- | --------------- | ------------------ | ------------------ | ------------------ | ----------- | ----------- | ----------- | ------ | ------ |
| 2011                   | Levadia Tallinn        | ML                     | 2          | 1          |                 | -               | -               |                    | -                  | -                  |             | -           | -           | 2      | 1      |
| 2012                   | Levadia Tallinn        | ML                     | 0          | 0          |                 | -               | -               |                    | -                  | -                  |             | -           | -           | 0      | 0      |
| Totale Levadia Tallinn | Totale Levadia Tallinn | Totale Levadia Tallinn | 2          | 1          |                 | -               | -               |                    | -                  | -                  |             | -           | -           | 2      | 1      |
| 2013                   | Kalju Nõmme            | ML                     | 0          | 0          | CE              | 1               | 0               |                    | -                  | -                  |             | -           | -           | 1      | 0      |
| 2014                   | Kalju Nõmme            | ML                     | 1          | 0          | CE              | 1               | 0               | UEL                | 0                  | 0                  |             | -           | -           | 2      | 0      |
| Totale Kalju           | Totale Kalju           | Totale Kalju           | 1          | 0          |                 | 2               | 0               |                    | 0                  | 0                  |             | -           | -           | 3      | 0      |
| 2014                   | Tammeka Tartu          | ML                     | 13         | 0          | CE              | 1               | 0               |                    | -                  | -                  |             | -           | -           | 14     | 0      |
| 2015                   | Levadia Tallinn        | ML                     | 16         | 0          | CE              | 3               | 0               | UCL                | 0                  | 0                  |             | -           | -           | 19     | 0      |
| 2016                   | Levadia Tallinn        | ML                     | 22         | 0          | CE              | 2               | 1               | UEL                | 0                  | 0                  |             | -           | -           | 24     | 1      |
| Totale Levadia Tallinn | Totale Levadia Tallinn | Totale Levadia Tallinn | 38         | 0          |                 | 5               | 1               |                    | 0                  | 0                  |             | -           | -           | 43     | 1      |
| 2017                   | JJK                    | VL                     | 15         | 0          |                 | -               | -               |                    | -                  | -                  |             | -           | -           | 15     | 0      |
| 2018                   | VPS                    | VL                     | 19         | 0          | CF              | 6               | 0               |                    | -                  | -                  |             | -           | -           | 25     | 0      |
| 2019                   | VPS                    | VL                     | 18         | 1          | CF              | 8               | 0               |                    | -                  | -                  |             | -           | -           | 26     | 1      |
| Totale VPS             | Totale VPS             | Totale VPS             | 37         | 1          |                 | 14              | 0               |                    | -                  | -                  |             | -           | -           | 51     | 1      |
| 2020                   | KTP                    | Y                      | 20         | 1          | CF              | 5               | 0               |                    | -                  | -                  |             | -           | -           | 25     | 1      |
| 2021                   | Paide                  | ML                     | 30         | 2          | CE              | 1               | 1               | UECL               | 2                  | 0                  |             | -           | -           | 33     | 3      |
| Totale carriera        | Totale carriera        | Totale carriera        | 156        | 5          |                 | 28              | 2               |                    | 2                  | 0                  |             | -           | -           | 196    | 7      |

### Cronologia presenze e reti in nazionale
| Cronologia completa delle presenze e delle reti in nazionale ― Estonia | Cronologia completa delle presenze e delle reti in nazionale ― Estonia | Cronologia completa delle presenze e delle reti in nazionale ― Estonia | Cronologia completa delle presenze e delle reti in nazionale ― Estonia | Cronologia completa delle presenze e delle reti in nazionale ― Estonia | Cronologia completa delle presenze e delle reti in nazionale ― Estonia | Cronologia completa delle presenze e delle reti in nazionale ― Estonia | Cronologia completa delle presenze e delle reti in nazionale ― Estonia |
| Data                                                                   | Città                                                                  | In casa                                                                | Risultato                                                              | Ospiti                                                                 | Competizione                                                           | Reti                                                                   | Note                                                                   |
| ---------------------------------------------------------------------- | ---------------------------------------------------------------------- | ---------------------------------------------------------------------- | ---------------------------------------------------------------------- | ---------------------------------------------------------------------- | ---------------------------------------------------------------------- | ---------------------------------------------------------------------- | ---------------------------------------------------------------------- |
| 6-1-2016                                                               | Abu Dhabi                                                              | Svezia                                                                 | 1 – 1                                                                  | Estonia                                                                | Amichevole                                                             | -                                                                      | 77’                                                                    |
| 22-11-2016                                                             | Saint John's                                                           | Antigua e Barbuda                                                      | 0 – 1                                                                  | Estonia                                                                | Amichevole                                                             | -                                                                      | 80’                                                                    |
| 19-11-2017                                                             | Sydney                                                                 | Figi                                                                   | 0 – 2                                                                  | Estonia                                                                | Amichevole                                                             | -                                                                      | 46’                                                                    |
| 26-11-2017                                                             | Numea                                                                  | Nuova Caledonia                                                        | 1 – 1                                                                  | Estonia                                                                | Amichevole                                                             | -                                                                      | 52’ 75’                                                                |
| 15-1-2019                                                              | Doha                                                                   | Islanda                                                                | 0 – 0                                                                  | Estonia                                                                | Amichevole                                                             | -                                                                      |                                                                        |
| 12-1-2023                                                              | Albufeira                                                              | Estonia                                                                | 1 – 0                                                                  | Finlandia                                                              | Amichevole                                                             | -                                                                      | 51’                                                                    |
| Totale                                                                 |                                                                        | Presenze                                                               | 6                                                                      |                                                                        | Reti                                                                   | 0                                                                      |                                                                        |